# Albert de Spot
Albert Marie Joseph Camille de Spot (Veurne, 3 augustus 1888 - 29 november 1968) was een Belgisch senator.

## Levensloop
Jonkheer Albert de Spot was een zoon van senator Raphaël de Spot (1850-1926) en van Marie Dautricourt (1853-1928). Hij bleef vrijgezel.
Hij promoveerde tot doctor in de rechten en vestigde zich als advocaat en pleitbezorger in Veurne. Van 1922 tot 1929 was hij gemeenteraadslid van deze stad.
In 1929 werd hij verkozen tot katholiek senator voor het kiesarrondissement Oostende-Veurne-Diksmuide en vervulde dit mandaat tot in 1939.
Op 14 november 1968 werd hij verkozen tot eerste stafhouder van de balie Veurne. Hij overleed twee weken later en werd als stafhouder opgevolgd door Karel Versteele. Samen met de beeltenis van laatst genoemde siert ook zijn afbeelding de cover van het boek gewijd aan 45 jaar balie in Veurne (1968-2013).